# Giovanni Saccenti
Giovanni Saccenti (Firenze, 14 aprile 1898 – ...) è stato un attore e doppiatore italiano. Era marito della doppiatrice Maria Saccenti.

## Teatro
- Le Rozeno, di Camillo Antona Traversi, regia di Anton Giulio Bragaglia, prima al Teatro Nuovo di Milano il 13 ottobre 1942
- Carmen di Prosper Mérimée, regia di Gherardo Gherardi, prima al Teatro Quirino di Roma il 15 novembre 1944.
- Jegor Bulycov e gli altri di Maksim Gor'kij, regia di Vito Pandolfi, prima al Teatro Quirino di Roma il 28 novembre 1944.
- Cantachiaro n. 2 di Garinei e Giovannini, Franco Monicelli e Italo De Tuddo, regia di Oreste Biancoli, prima al Teatro Quattro Fontane il 17 maggio 1945.

## Prosa televisiva Rai
- Paura di me, di Valentino Bompiani, regia di Daniele D'Anza, trasmessa il 2 aprile 1956.

## Doppiaggio

### Film
- Robert Ellenstein in Senza scampo
- Ned Glass in Intrigo internazionale, La parete di fango
- Marc Lawrence in Strisce invisibili
- Forrest Lewis in Geremia, cane e spia
- Alec Craig in Sherlock Holmes e la donna ragno
- Arthur O'Connell in Operazione sottoveste
- Jamie Forster in Il buio oltre la siepe
- Ben Wrigley in Pomi d'ottone e manici di scopa
- Bokuzen Hidari in I sette samurai
- Peter Brocco in Spartacus
- Olin Howland in Assalto alla Terra, Fluido mortale
- King Donovan in La vedova allegra, L'albero degli impiccati
- John Karlsen in Tre passi nel delirio
- Jameson Shade in La guerra dei mondi
- Olan Soule in Ultimatum alla Terra, Cittadino dello spazio
- Hank Worden in McLintock!
- Vittorio Bonos in Le meraviglie di Aladino
- Forrest Lewis in Geremia, cane e spia
- Roberto in Angelica
- John Harmon in Fammi posto tesoro
- Tim Graham in Viaggio al pianeta Venere
- Billy Benedict in La carovana dell'alleluia
- Ian Wolfe in Il segreto di Pollyanna, Il grande Caruso
- Sol Gorss in La città del vizio
- Howard McNear in Letti separati
- Samuel Herrick in Il gigante del Texas
- Roland Armontel in Le tentazioni quotidiane
- Alberto Morin in I conquistatori della Sirte
- Danny Dayton in Furore sulla città
- William J. O'Brian in La giostra umana
- James Stone in Gioventù ribelle
- Roland Varno in Istanbul
- William Schallert in Il marchio del bruto
- Peter Ortiz in Il marchio dell'odio
- David Hoffman in Il mondo è delle donne
- Frank Cady in L'odio colpisce due volte
- Dan White in Quantrill il ribelle
- George Lynn in La rivolta degli Apaches
- Morgan Farley in La saga dei Forsyte
- Don Kohler in Trinidad
- Walter Burke in Tutti gli uomini del re
- Byron Foulger in L'uomo della valle
- George E. Stone in A qualcuno piace caldo
- Ray Montgomery in La città del piacere
- Nando Angelini in Golia e il cavaliere mascherato
- Harry Harvey in La tragedia del Rio Grande
- Mario Passante in Caccia al marito

### Film d'animazione
- Imbonitore #1 in Pinocchio
- Biagio lo spazzacamino in Alice nel Paese delle Meraviglie
- Passante dello zoo in Lilli e il vagabondo
- Sir Pilade ne La spada nella roccia